# 志村茂治
志村 茂治（しむら しげはる、男性、1898年（明治31年）9月10日 – 1971年（昭和46年）8月9日）は、神奈川県出身の政治家、経済学者。衆議院議員（3期）。

## 経歴
三浦郡初声村和田（現・三浦市）に、志村広太郎の長男として生まれる。1921年（大正10年）東京帝国大学農学部実科、1925年（大正14年）京都帝国大学経済学部を卒業、東京帝国大学農学部教授・佐藤寛次の研究室に入り農業経済学を専攻。ベルリン大学、ハイデルベルク大学にも学び、帰国後は専修大学経済学部講師、日本大学商経学部教授、中央物価統制協力会議調査部長を務める。
戦後、神奈川県農地委員を務めていた1952年（昭和27年）、第25回衆議院議員総選挙において、旧神奈川2区にて 左派社会党から立候補し当選。以後1953年(昭和28年)、1955年(昭和30年)と3回連続当選を果たす。1955年の当選後は日本女子経済短期大学教授を兼任。日本社会党党内においては教育宣伝局教育文化副部長を務めた。
1955年8月、ジュネーブで開催された第1回原子力平和利用国際会議に、中曽根康弘（日本民主党）、前田正男（自由党）、松前重義 （右派社会党）とともに参加する。帰国後4議員は原子力推進を謳った共同声明を発表。志村は日本の原子力政策史に名前を残すこととなる。なお、後に日本原子力研究所の誘致において、志村の地元選挙区である横須賀市武山と、中曽根の地元である群馬県とで競合する一幕もあった。
1958年（昭和33年）の第28回衆議院議員総選挙において、社会党から公認を得られなかった志村は離党し無所属で出馬するも落選。政界を引退する。
1971年8月9日、心筋梗塞のため逝去。享年72。墓所は三浦市初声町和田の天養院にある。

## 著作
- 『生糸市場論』蚕糸問題研究:第2巻、明文堂、1933年。